# Dornier Do 12
Dornier Do 12 Libelle III – mała niemiecka amfibia koncernu Dornier z lat 30. XX wieku.

## Historia
Samolot powstał w 1932 r. jako rozwinięcie wcześniej opracowanej łodzi latającej Dornier Do A. Oblotu dokonano 23 czerwca 1932 r.  Samolot został opracowany jako amfibia mająca możliwość startu zarówno z powierzchni wody jak i z lądu. Służył do celów sportowych i turystycznych. Do napędu wykorzystano chłodzony powietrzem ośmiocylindrowy silnik Argus As 10. W 1934 r. opracowano wersję rozwojową oznaczoną jako Do 12 A. Zastosowano w niej francuski pięciocylindrowy silnik gwiaździsty Gnome-Rhône Titan 5 Ke. 

## Konstrukcja

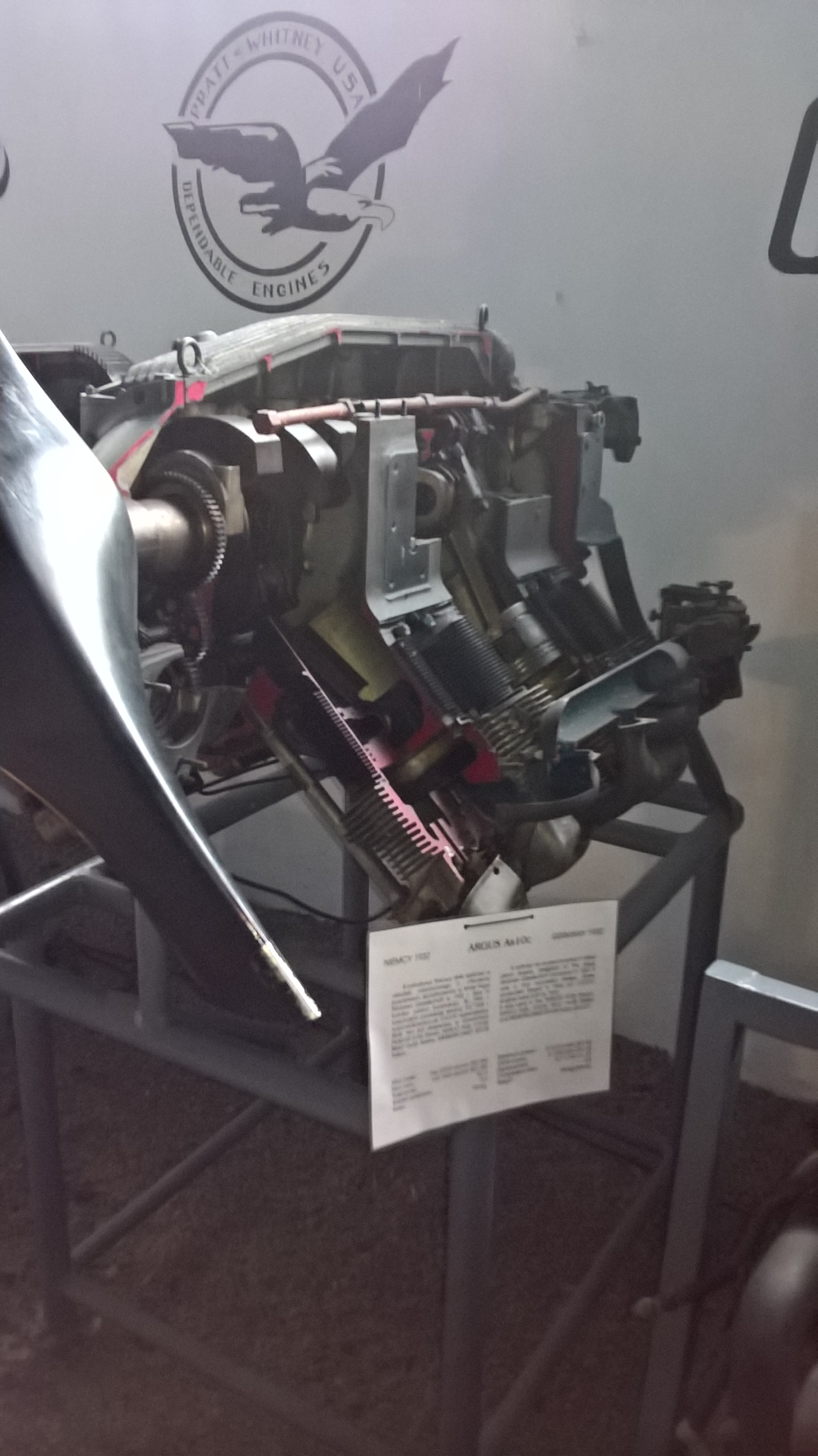
Silnik Argus As-10 eksponowany w MLP w Krakowie.

Jednosilnikowa amfibia w układzie górnopłata. Skrzydło o konstrukcji metalowej, dwudźwigarowej i trapezowym obrysie. Pod płatem znajdowały się pływaki pomocnicze, stabilizujące samolot na powierzchni wody. Kadłub o prostokątnym przekroju, z kilem na dnie, podzielony na przedziały. Kabina załogi otwarta, z miejscami obok siebie, wyposażona w podwójny zestaw przyrządów sterujących. Dalej znajdował się przedział pasażerski z dwoma miejscami. Podwozie chowane i wypuszczane za pomocą obrotów korby w kabinie. Silnik umieszczono na wspornikach nad skrzydłem, w których również mieściły się dwa zbiornikach paliwa. 